# 米利特
米利特（鄂圖曼土耳其語：‎；土耳其語：Millet）是指鄂圖曼帝國內基於認信主義劃分的各個宗教團體，這術語來自鄂圖曼土耳其語。在19世紀，鄂圖曼帝國進行坦志麥特改革，米利特一詞便引申到除了具領導地位的遜尼派外的宗教族群。鄂圖曼帝國沙里亞法規內的米利特制度是近世宗教多元主義的一個例子。

## 概念
米利特的概念與自治地方相似，自治地方在歐洲慣常用作統治少數族群。米利特在中東的歷史悠久，與伊斯蘭法規對待非穆斯林（齊米）的規定有緊密聯繫。在鄂圖曼帝國，米利特用作特別指出那些專為少數族群自治而設的屬人法法庭。鄂圖曼帝國政府甚少干預這些法庭。
在米利特的概念裡，人們主要根據他們的宗教信仰而受到米利特的約束，而不是依族群區分。米利特的首領通常是宗教領袖，如希臘正教的君士坦丁堡普世牧首，他們直接向蘇丹負責。米利特擁有很大的權力，他們可制定他們的法律，徵收稅項。一個米利特的成員對另一個米利特的成員作出犯罪行為時，被害方的法律適用，但具支配地位的伊斯蘭才是最重要的。任何法律爭議涉及到穆斯林時，便受沙里亞法規約束。
對米利特的認知在十九世紀受到國內民族主義的改變。

## 米利特
在十九世紀，除了穆斯林米利特外，其他主要的米利特有希臘正教會、猶太教、亞美尼亞教會及敘利亞正教會。亞美尼亞人在鄂圖曼帝國內所創立的米利特多於一個。天主教徒、卡拉伊姆猶太人（可薩人後人）及撒馬利亞人都有代表他們宗教的米利特。

### 穆斯林
鄂圖曼帝國內的穆斯林眾多，蘇丹兼任哈里發。在鄂圖曼帝國的法律裡並沒有族群或公民等觀念，因此，任何族群背景的穆斯林都可享有相同的權利。在這種情況下，阿拉伯穆斯林視鄂圖曼帝國為再生的伊斯蘭帝國。在二十世紀阿拉伯起義及帝國解體之前，雖然哈里發扮演著重要的角色，但他的實在感並不強。十七世紀，鄂圖曼帝國在穆斯林聚居的馬格里布地區的管治已名存實亡，十九世紀初，埃及也幾近獨立。
被遜尼派視為異端的什葉派、阿拉維派、雅茲迪等未獲官方承認，被歸納進穆斯林米利特，只有傑貝勒·阿德-特魯斯及黎巴嫩山的德魯茲派享有封建式的自治。這些宗教族群遍佈帝國，因此依區域劃分自治區並不可行。

### 正教會
所有正教會基督徒都同屬一個米利特。信奉正教會的希臘人、保加利亞人、阿爾巴尼亞人、瓦拉齊亞人、羅馬尼亞人及塞爾維亞人雖然民族語言不同，但都受正教的米利特約束。正教米利特的職階級多為希臘人。

### 亞美尼亞教會
在十九世紀前，有一個專為亞美尼亞基督徒而設的米利特，包括亞美尼亞使徒教會、亞美尼亞禮天主教會及亞美尼亞福音教會（於19世紀形成），一開始亞美尼亞禮天主教會也被劃分在亞美尼亞使徒教會牧首的管理下，之後才在法國施壓下得以建立自己的米利特。此外在神學方面與亞美尼亞使徒教會有關聯的非亞美尼亞教會（自迦克敦公會議後分支的教會）亦歸亞美尼亞牧首治理，縱使他們與其自身擁有的牧首堅持要分裂米利特，這些團體包括敘利亞正教會與科普特教會。

### 敍利亞正教會
敍利亞正教基督徒一開始是被劃分在亞美尼亞牧首的治理下，然而他們向樸特請求與其分裂，主要是西部的聯繫允許他們擁有自己的聲音。安堤阿暨全東方敍利亞使徒教會（雅各派，之後成為敍利亞正教會）接受承認一個分裂的米利特團體，當中包括加爾底亞公教會、敍利亞公教會、以及東方教會（聶斯脫里派），後者距離伊斯坦堡的樸特最遙遠。

### 猶太教
鄂圖曼帝國的猶太徒與正教基督徒一樣享有相似的權利。在十五世紀，大量猶太人湧入塞薩洛尼基，使城市繁榮，到十八世紀，塞薩洛尼基已可能是世界上最繁榮及最大的猶太人城市。二十世紀初，鄂圖曼猶太人與亞美尼亞人及希臘人一起主導國內的商業。

## 歷史

### 建立
拜占庭帝國滅亡後，鄂圖曼帝國蘇丹穆罕默德二世認可了一個米利特（正教會），由君士坦丁堡牧首治理。這個米利特是正教會在國內最大及最重要的。
不久後，亞美尼亞米利特亦得到承認。亞美尼亞人自中世紀就住在拜占庭。穆罕默德二世鼓勵他們前來君士坦丁堡定居，他們大多是工匠和商人。這米利特以亞美尼亞牧首為領導。除此之外，猶太教亦得到承認為米利特，後來越來越多的米利特得到承認。

### 十九世紀
在十九世紀，多個屬於東方禮公教會及新教會的米利特成立。1870年，鄂圖曼帝國頒佈的費明（敕令）宣佈承認保加利亞正教會為一個米利特，兩年後，君士坦丁堡牧首卻視保加利亞正教會為異端，認為他們是菲利主義（教會內的種族主義）的信徒。在第一次世界大戰前，鄂圖曼帝國內有十七個米利特。

#### 鄂圖曼主義
十九世紀前的米利特大權在握，能夠制定法律及分稅。坦志麥特改革鼓吹鄂圖曼主義，試圖提高分離主義者對帝國的歸屬感及遏止國內的民族主義，主要方法是引進新的法規將非穆斯林及非土耳其人融入鄂圖曼帝國的社會裡。1863年3月29日制定亞美尼亞民族條例，讓米利特得到更廣泛的自治權，這裡的亞美尼亞民族是指亞美尼亞使徒教會。不久後，由亞美尼亞教會主教提倡的另一條法案被通過，讓法案名為「費明改革」，給予亞美尼亞人很大的權力，社會政治階層發展出「治權自治」，廢止亞美尼亞貴族的貴族統治。這兩個改革在理論上是法律改變社會的完美例子，對鄂圖曼的政制及行政架構造成很大的影響。

#### 保教權的影響
鄂圖曼帝國沒有保護信徒的機制。根據鄂圖曼帝國與歐洲國家簽訂的條約，非穆斯林的信徒受到外國的保護。俄國享有對正教會的保教權，法國享有對東方禮公教會的保教權，而英國則保護猶太人及其他宗教族群。
俄國及英國爭相競逐亞美尼亞教會的保教權。正教會意識到美國新教會的興起，他們在第一次世界大戰時在安那托利亞的宣教士多達百人，弱化了正教會的傳播。
西方國家的政府資助他們的宗教活動，並非沒有政治目的，如1847年爆發的燭台戰爭。法國在1840年調動資源增加對巴勒斯坦的影響力，使得東方禮公教會與正教會基督徒的衝突越加明顯。修復教堂對各個教會來說相當重要，因為這代表了他們對教堂的所有權。一些保教者，包括法國人，向鄂圖曼帝國提到要向聖墓教堂派駐軍隊。鄂圖曼帝國接連向多個基督教團體頒佈允許進入耶路撒冷的權力，他們爭奪耶路撒冷的控制權。

#### 民族主義的影響
在原來的構想裡，米利特制度在鄂圖曼王室下聯成一體。在十九世紀，法國大革命所引起的民族主義思潮波及到鄂圖曼帝國。米利特的獨立性越來越強，能建立各自的學校、醫院、教堂及其他建設。
持續將宗教信仰與種族確認為一體導致奧斯曼帝國的米利特制度弱化。法國大革命的思潮衝擊米利特制度，產生了一種新的思想，該思想把民族主義應用在宗教之上。亞美尼亞民族運動在亞美尼亞教會盛行，使米利特制度再也無法維持下去。1878年4月13日，牧首拿施斯·華達比登（Nerses Varjabedyan）向英國外交部長梳士巴利侯爵表達了奧斯曼亞美尼亞人的狀況。 
|  | 亞美尼亞人不能再與土耳其人共存。只有基督徒治理才可發揚平等、正義和自由的意識。基督徒治理應取代穆斯林治理，亞美尼亞（安那托利亞東部）及奇里奇亞應建立基督徒治理……土耳其亞美尼亞人需要它……這是土耳其亞美尼亞人所尋求的，就像黎巴嫩一樣。 |

#### 現代
在當今的一些鄂圖曼帝國後繼國如伊朗、敍利亞、約旦、黎巴嫩、以色列、巴勒斯坦民族權力機構及埃及裡，米利特制度仍在不同程度上被應用。伊朗、巴基斯坦及孟加拉仍按宗教族群區分屬人法法庭及法律，並在議會裡保留議席。
在埃及的家庭法，包括婚姻、離婚、贍養、撫養、繼承及喪葬是根據不同的宗教信仰而定。在實際應用上，埃及承認三種「有經者」：伊斯蘭、基督教及猶太教。穆斯林家庭屬於個人身份法的行使對象，據沙里亞法規而來，教會法則應用在基督教家庭。而當女基督徒及男穆斯林的婚姻出現糾紛時，法庭會採用個人身份法。
以色列採用了一套由鄂圖曼帝國衍生出來的制度，個人身份取決於宗教族群。以色列結合了鄂圖曼帝國、英國統治及以色列獨立時期的法律，保有承認宗教族群的權力。現今只有猶太教正統派被官方接納，猶太教改革派及猶太教保守派沒有被承認，因而不能聯姻。德鲁兹人被承認為一個獨立社群，他們在以往因政治因素而都沒有被鄂圖曼帝國及英國承認。在以色列，國家有權決定每個人的派系誰屬，並分別記錄下來，不得反對（有猶太血統的無神論者會被登記為屬於猶太教，這制度歸根結底是由於鄂圖曼帝國的米利特從實質上看與其說是指定了個人的信仰，不如說是指定了個人的民族屬性）。
以色列世俗論者蘇拉米特·阿羅尼及烏里·阿弗納瑞（Uri Avnery）經常抗議及呼籲以色列廢除這鄂圖曼帝國的制度，應採用美國的模式，宗教信仰由個人自主，國家不應該干預。
有趣的是，希臘並沒有正式採用米利特制度，但在實際上，希臘只承認一個穆斯林少數族群，但不承認土耳其人及波馬克人（保加利亚裔穆斯林），反映米利特在巴爾幹半島基督教國家裡已根深柢固。

##### 現代語意
現今，米利特一語在土耳其語解作民族，具有宗教及種族上的意義，亦可用作區分特定組別的人們（不一定是宗教及種族上），如「dolmuşçu milleti」 （的士司機）及「kadın milleti」（女人）。